# Bekdorf
Bekdorf est une commune allemande de l'arrondissement de Steinburg, Land de Schleswig-Holstein.

## Géographie
Bekdorf est traversé par la Bekau.
|           | Krummendiek | Oldendorf |
| Landrecht | Bekdorf     |           |
|           | Stördorf    | Bekmünde  |

La Bundesstraße 5 et la ligne de Westerland à Elmshorn passent au sud de la commune.

## Histoire
Bekdorf est mentionné pour la première fois en 1247. Au pont sur la Bekau s'est déroulée une bataille entre les Danois et les Suédois en 1657 au moment de la Première guerre du Nord.

## Source, notes et références
- (de) Cet article est partiellement ou en totalité issu de l’article de Wikipédia en allemand intitulé « Bekdorf » (voir la liste des auteurs).